# Ferdinando Monroy, principe di Pandolfina
Ferdinando Monroy, principe di Pandolfina, noto come principe di Pandolfina (Palermo, 7 marzo 1814 – Palermo, 15 marzo 1897), è stato un politico italiano.

## Biografia
Figlio di Alonso e Maria Felicita Barlotta erede del principato di San Giuseppe de Formosa, Don Ferdinando Monroy e Barlotta, fu quinto principe di Pandolfina e principe di San Giuseppe. Pari elettivo del Parlamento siciliano, liberale, massone, fu capo di stato maggiore della Guardia nazionale di Palermo durante il regno di Sicilia nato dopo la Rivoluzione siciliana, dal gennaio 1848 al maggio 1849. Esiliato, fu insieme a Ruggero Settimo tra i quarantadue che non ebbero accordata l'amnistìa. Fu commissario della Deputazione che partì da Palermo per offrire la corona di Sicilia al Duca di Genova.
Dopo lo sbarco dei Mille nel 1860, fu ambasciatore del governo dittatoriale di Garibaldi a Londra.
Fu nominato nel 1861 Senatore del Regno dopo l'Unità d'Italia da Vittorio Emanuele II.
Dall'unione con Donna Maria Anna Ventimiglia, del castello Maniaci ultima erede dei principi di Belmonte, nacquero Giovanna Monroy Ventimiglia Belmonte, moglie di Carlo Stagno dei Principi d'Alcontres, e Gaetano Monroy Ventimiglia di Pandolfina 6º Principe di Pandolfina e San Giuseppe, marchese di Garsigliano, barone di Arcodaci e S.Anna, unito in matrimonio con Ildefonsa Lanza di Trabia.